# Liceras
Liceras es un municipio y localidad española de la provincia de Soria, en la comunidad autónoma de Castilla y León. El término municipal tiene una población de 49 habitantes (INE 2024). 

## Geografía

Término municipal.

El municipio, que forma parte del partido judicial de El Burgo de Osma, se halla situado en la falda de un cerro, que lo resguarda del norte. Disfruta clima y fuente de buenas aguas y es bañado por el río Pedro. Confina el término con los de Montejo de Tiermes, Ligos, Noviales y Morcuera, este último históricamante en la diócesis de Osma.

### Clima
Liceras tiene un clima Csb (templado con verano seco y templado) según la clasificación climática de Köppen.
| Parámetros climáticos promedio de Liceras en el periodo 1968-2003 | Parámetros climáticos promedio de Liceras en el periodo 1968-2003 | Parámetros climáticos promedio de Liceras en el periodo 1968-2003 | Parámetros climáticos promedio de Liceras en el periodo 1968-2003 | Parámetros climáticos promedio de Liceras en el periodo 1968-2003 | Parámetros climáticos promedio de Liceras en el periodo 1968-2003 | Parámetros climáticos promedio de Liceras en el periodo 1968-2003 | Parámetros climáticos promedio de Liceras en el periodo 1968-2003 | Parámetros climáticos promedio de Liceras en el periodo 1968-2003 | Parámetros climáticos promedio de Liceras en el periodo 1968-2003 | Parámetros climáticos promedio de Liceras en el periodo 1968-2003 | Parámetros climáticos promedio de Liceras en el periodo 1968-2003 | Parámetros climáticos promedio de Liceras en el periodo 1968-2003 | Parámetros climáticos promedio de Liceras en el periodo 1968-2003 |
| Mes | Ene.                                                              | Feb.                                                              | Mar.                                                              | Abr.                                                              | May.                                                              | Jun.                                                              | Jul.                                                              | Ago.                                                              | Sep.                                                              | Oct.                                                              | Nov.                                                              | Dic.                                                              | Anual                                                             |
| --- | ----------------------------------------------------------------- | ----------------------------------------------------------------- | ----------------------------------------------------------------- | ----------------------------------------------------------------- | ----------------------------------------------------------------- | ----------------------------------------------------------------- | ----------------------------------------------------------------- | ----------------------------------------------------------------- | ----------------------------------------------------------------- | ----------------------------------------------------------------- | ----------------------------------------------------------------- | ----------------------------------------------------------------- | ----------------------------------------------------------------- |
| Temp. media (°C) | 2.20                                                              | 3.50                                                              | 6.00                                                              | 7.60                                                              | 11.70                                                             | 16.80                                                             | 20.50                                                             | 20.70                                                             | 16.50                                                             | 10.90                                                             | 5.70                                                              | 3.20                                                              | 10.40                                                             |
| Precipitación total (mm) | 47.50                                                             | 39.90                                                             | 39.00                                                             | 57.90                                                             | 69.20                                                             | 48.40                                                             | 23.70                                                             | 26.60                                                             | 40.70                                                             | 51.90                                                             | 54.30                                                             | 54.60                                                             | 553.70                                                            |
| Fuente: Ministerio de Agricultura, Alimentación y Medio Ambiente. Datos de precipitación para el periodo 1968-2003 y de temperatura para el periodo 1971-2003 en Liceras 4 de octubre de 2012 |                                                                   |                                                                   |                                                                   |                                                                   |                                                                   |                                                                   |                                                                   |                                                                   |                                                                   |                                                                   |                                                                   |                                                                   |                                                                   |

## Historia
En el Censo de 1789, ordenado por el conde de Floridablanca, figuraba como lugar del Partido de Ayllón en la Intendencia de Segovia, con jurisdicción de señorío y bajo la autoridad del alcalde pedáneo, nombrado por el marqués de Villena. Contaba entonces con 259 habitantes.
A la caída del Antiguo Régimen la localidad se constituye en municipio constitucional en la región de Castilla la Vieja, partido de El Burgo de Osma que en el censo de 1842 contaba con 61 hogares y 246 vecinos.
La localidad aparece descrita en el décimo volumen del Diccionario geográfico-estadístico-histórico de España y sus posesiones de Ultramar de Pascual Madoz de la siguiente manera:

LICERAS: l. con ayunt. en la prov. de Soria (15 leg.), partido jud. del Burgo de Osma (5), aud. terr. y c. g. de Burgos (21), dióc. de Sigüenza (10). sit. á la falda de un cerro que le resguarda del N., y bien ventilado en las demas direcciones: goza de clima sano, y las enfermedades mas comunes son fiebres intermitentes: tiene 60 casas, la consistorial, escuela de instruccion primaria, frecuentada por 30 alumnos de ambos sexos, á cargo de un maestro, á la vez organista, dotado con 40 fan. de trigo por los dos conceptos; hay 2 fuentes de buenas aguas que proveen á las necesidades del vecindario; 1 igl. parr. (Sta. Cruz), servida por 1 cura párroco de provision real y ordinaria, previo concurso; el cementerio se baila inmediato á la igl., sin que por eso se note que ofenda á la salubridad pública: térm.: confina N. Morcuera; E. Montejo; S. Noviales, y O. Las Cuevas; dentro de él se encuentra 1 ermita, y junto á ella un buen plantío de álamos: el terreno es llano, de secano y de segunda clase; comprende dos montes poblados de enebro y una deh. de pasto; á 1/4 de legua pasa el r. Pedro, cuyas aguas no prestan mas utilidad que la de impulsar 1 molino harinero: caminos: los que dirigen á los pueblos limítrofes, todos de herradura y en mal estado: correo: se recibe y despacha en la estafeta de Aillon: prod. trigo, cebada, centeno, avena, legumbres y patatas, leñas de combustible y yerbas de pasto, con las que se mantiene ganado lanar, vacuno y mular; ind.: la agrícola: comercio: esportacion del sobrante de frutos, ganado y lana é importacion de los art. de consumo que faltan: pobl.: 61 vec. y 246 alm. cap. imp.: 34,219 rs. 6 mrs. presupuesto municipal: 160 rs.: se cubre por reparto vecinal.
(Madoz, 1847, p. 277)

Perteneció históricamente a la Tierra de Ayllón, hasta 1833 y a la diócesis de Sigüenza, hasta 1957. Actualmente forma parte de la Diócesis de Osma la cual, a su vez, pertenece a la Archidiócesis de Burgos. En el siglo XXI Liceras tiene su propia bandera y el actual alcalde es Timoteo Arranz (PP) desde 2011.

## Geografía humana

### Demografía
Cuenta con una población de 49 habitantes (INE 2024).
| Gráfica de evolución demográfica de Liceras entre 1842 y 2021                                                         |
| |
| Población de derecho según los censos de población del INE. Población de hecho según los censos de población del INE. |

### Economía
El terreno es accidentado, con dos pequeños valles surcados por el río Pedro y el arroyo de Moreno en la parte sur del municipio y un páramo al norte coronado por "La cuesta del gallo" que supera los 1300 m de altitud. El terreno, casi todo de segunda y tercera clase. Por lo que se refiere al arbolado destacar la presencia de sabinas al norte de la localidad, así como encinas; en las zonas de ribera se pueden encontrar chopos y algunos frutales, aunque estos últimos muy limitados por los rigores del clima. Sus producciones, son cereales y legumbres, y pastos para toda clase de ganado, perminiendo la existencia tanto de cabaña ovina como vacuna.
Molino harinero, titulado de Velázquez, impulsado periódicamente por el río Pedro.

## Patrimonio

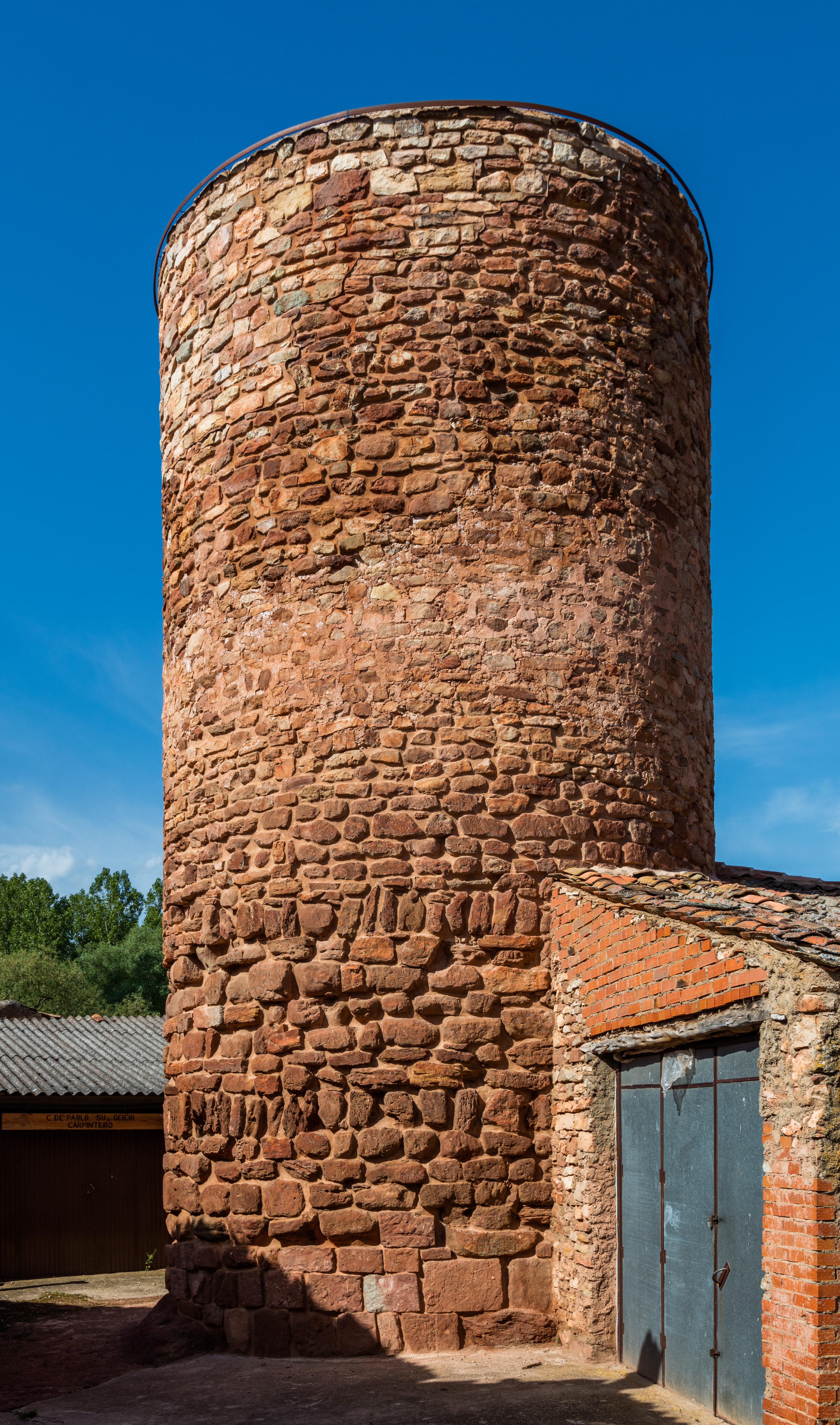
Atalaya califal en Liceras

- En la localidad existe una iglesia parroquial católica bajo la advocación de Santa Cruz,[6] con retablo barroco en el que se aprovechan pinturas sobre tabla atribuidas a Juan de Illana, procedentes de un retablo renacentista anterior.
- Ermita de Nuestra Señora de la Salceda.
- Atalaya califal, de planta circular, y caracterizada por la utilización de grandes sillares de piedra arenisca.

## Fiestas
Las fiestas de la localidad, en honor a San Roque, se celebran entre los días 15, 16, 17 y 18 de agosto.